# Ecuadoraans voetbalelftal in 2007
Het Ecuadoraans voetbalelftal speelde in totaal achttien interlands in het jaar 2007, waaronder drie wedstrijden bij de strijd om de Copa América in Venezuela, waar de ploeg in de eerste ronde werd uitgeschakeld. De selectie stond onder leiding van de Colombiaanse bondscoach Luis Fernando Suárez. Hij trad terug na de 5-1 nederlaag tegen Paraguay op 17 november en werd opgevolgd door Sixto Vizuete.

## Balans
| Wedstrijden | Wedstrijden | Wedstrijden | Wedstrijden | Doelpunten | Doelpunten | Doelpunten | Punten |
| Gespeeld    | Winst       | Gelijk      | Verlies     | Voor       | Tegen      | Saldo      | Punten |
| ----------- | ----------- | ----------- | ----------- | ---------- | ---------- | ---------- | ------ |
| 18          | 5           | 2           | 11          | 27         | 36         | –9         | 0.667  |

## Interlands
|                                                                 |                                   |       |                | |
| 18 januari Vriendschappelijk № 380 «onderlinge duels» 20:45 uur | Ecuador                           | 2 – 1 | Zweden         | Estadio Alejandro Serrano Aguilar, Cuenca Toeschouwers: 18.000 Scheidsrechter: Víctor Carrillo (PER) |
| 18 januari Vriendschappelijk № 380 «onderlinge duels» 20:45 uur | Edder Vaca 16' Carlos Tenorio 25' |       | 90' Rade Prica | Estadio Alejandro Serrano Aguilar, Cuenca Toeschouwers: 18.000 Scheidsrechter: Víctor Carrillo (PER) |

|                                                                 |                  |       |                     |                                                                                           |
| 21 januari Vriendschappelijk № 381 «onderlinge duels» 21:05 uur | Ecuador          | 1 – 1 | Zweden              | Estadio Olímpico Atahualpa, Quito Toeschouwers: 25.000 Scheidsrechter: Manuel Garay (PER) |
| 21 januari Vriendschappelijk № 381 «onderlinge duels» 21:05 uur | Edmundo Zura 82' |       | 69' Daniel Nannskog | Estadio Olímpico Atahualpa, Quito Toeschouwers: 25.000 Scheidsrechter: Manuel Garay (PER) |

|                                                               |                                                         |       |                    |                                                                                         |
| 25 maart Vriendschappelijk № 382 «onderlinge duels» 18:00 uur | Verenigde Staten                                        | 3 – 1 | Ecuador            | Raymond James Stadium, Tampa Toeschouwers: 31.547 Scheidsrechter: Silviu Petrescu (CAN) |
| 25 maart Vriendschappelijk № 382 «onderlinge duels» 18:00 uur | Landon Donovan 1' Landon Donovan 66' Landon Donovan 67' |       | 11' Felipe Caicedo | Raymond James Stadium, Tampa Toeschouwers: 31.547 Scheidsrechter: Silviu Petrescu (CAN) |

|                                                     |                                                                             |       |                                          |                                                                                      |
| 28 maart Vriendschappelijk № 383 «onderlinge duels» | Mexico                                                                      | 4 – 2 | Ecuador                                  | McAfee Coliseum, Oakland Toeschouwers: 47.416 Scheidsrechter: Baldomero Toledo (USA) |
| 28 maart Vriendschappelijk № 383 «onderlinge duels» | Francisco Palencia 1' Rafael Márquez 72' Omar Bravo 83' Adolfo Bautista 87' |       | 44' Carlos Tenorio 57' Giovanny Espinoza | McAfee Coliseum, Oakland Toeschouwers: 47.416 Scheidsrechter: Baldomero Toledo (USA) |

|                                                   |                      |       |                 |                                                                                         |
| 23 mei Vriendschappelijk № 384 «onderlinge duels» | Ecuador              | 1 – 1 | Ierland         | Giants Stadium, East Rutherford Toeschouwers: 20.823 Scheidsrechter: Jair Marrufo (USA) |
| 23 mei Vriendschappelijk № 384 «onderlinge duels» | Cristian Benítez 13' |       | 44' Kevin Doyle | Giants Stadium, East Rutherford Toeschouwers: 20.823 Scheidsrechter: Jair Marrufo (USA) |

|                                                             |                           |       |                                                  |                                                                                               |
| 3 juni Vriendschappelijk № 385 «onderlinge duels» 19:00 uur | Ecuador                   | 1 – 2 | Peru                                             | Estadio Vicente Calderón, Madrid Toeschouwers: 25.000 Scheidsrechter: Hugo López Puerta (ESP) |
| 3 juni Vriendschappelijk № 385 «onderlinge duels» 19:00 uur | Carlos Tenorio 10' (pen.) |       | 4' Jefferson Farfán 51' (e.d.) Ulises de la Cruz | Estadio Vicente Calderón, Madrid Toeschouwers: 25.000 Scheidsrechter: Hugo López Puerta (ESP) |

|                                                             |                                              |       |      |                                                                                 |
| 6 juni Vriendschappelijk № 386 «onderlinge duels» 21:00 uur | Ecuador                                      | 2 – 0 | Peru | Mini Estadi, Barcelona Toeschouwers: 20.000 Scheidsrechter: Felipe Crespo (ESP) |
| 6 juni Vriendschappelijk № 386 «onderlinge duels» 21:00 uur | Cristian Benítez 83' Ulises de la Cruz 90+3' |       |      | Mini Estadi, Barcelona Toeschouwers: 20.000 Scheidsrechter: Felipe Crespo (ESP) |

|                                                    |                                                     |       |                  |                                                                                             |
| 23 juni Vriendschappelijk № 387 «onderlinge duels» | Colombia                                            | 3 – 1 | Ecuador          | Estadio Metropolitano, Barranquilla Toeschouwers: 45.000 Scheidsrechter: Mayker Gómez (VEN) |
| 23 juni Vriendschappelijk № 387 «onderlinge duels» | Hugo Rodallega 16' Mario Yepes 30' Edixon Perea 79' |       | 10' Walter Ayoví | Estadio Metropolitano, Barranquilla Toeschouwers: 45.000 Scheidsrechter: Mayker Gómez (VEN) |

| Copa América |
| ------------ |

|                                                                 |                                                             |       |                                                | |
| 27 juni Copa América Groep B № 388 «onderlinge duels» 18:35 uur | Chili                                                       | 3 – 2 | Ecuador                                        | Estadio Polideportivo Cachamay, Puerto La Cruz Toeschouwers: 35.000 Scheidsrechter: Óscar Ruiz (COL) |
| 27 juni Copa América Groep B № 388 «onderlinge duels» 18:35 uur | Humberto Suazo 20' Humberto Suazo 80' Carlos Villanueva 87' |       | 16' Luis Antonio Valencia 23' Cristian Benítez | Estadio Polideportivo Cachamay, Puerto La Cruz Toeschouwers: 35.000 Scheidsrechter: Óscar Ruiz (COL) |

|                                                                |                                  |       |                   |                                                                                               |
| 1 juli Copa América Groep B № 389 «onderlinge duels» 18:20 uur | Mexico                           | 2 – 1 | Ecuador           | Estadio Monumental de Maturín, Maturín Toeschouwers: 52.000 Scheidsrechter: René Ortubé (BOL) |
| 1 juli Copa América Groep B № 389 «onderlinge duels» 18:20 uur | Nery Castillo 21' Omar Bravo 79' |       | 84' Edison Méndez | Estadio Monumental de Maturín, Maturín Toeschouwers: 52.000 Scheidsrechter: René Ortubé (BOL) |

|                                                                |                    |       |         | |
| 4 juli Copa América Groep B № 390 «onderlinge duels» 20:50 uur | Brazilië           | 1 – 0 | Ecuador | Estadio Olímpico Luis Ramos, Puerto La Cruz Toeschouwers: 38.000 Scheidsrechter: Sergio Pezzotta (ARG) |
| 4 juli Copa América Groep B № 390 «onderlinge duels» 20:50 uur | Robinho 56' (pen.) |       |         | Estadio Olímpico Luis Ramos, Puerto La Cruz Toeschouwers: 38.000 Scheidsrechter: Sergio Pezzotta (ARG) |

|  |  |  |  |  |  |  |  |  |

|                                                        |                             |       |         |                                                                                           |
| 22 augustus Vriendschappelijk № 391 «onderlinge duels» | Ecuador                     | 1 – 0 | Bolivia | Estadio Olímpico Atahualpa, Quito Toeschouwers: 8.000 Scheidsrechter: Albert Duarte (COL) |
| 22 augustus Vriendschappelijk № 391 «onderlinge duels» | Patricio Urrutia 35' (pen.) |       |         | Estadio Olímpico Atahualpa, Quito Toeschouwers: 8.000 Scheidsrechter: Albert Duarte (COL) |

|                                                        | |       |                        |                                                                                             |
| 8 september Vriendschappelijk № 392 «onderlinge duels» | Ecuador | 5 – 1 | El Salvador            | Estadio Olímpico Atahualpa, Quito Toeschouwers: 8.000 Scheidsrechter: Víctor Carrillo (PER) |
| 8 september Vriendschappelijk № 392 «onderlinge duels» | Cristian Lara 13' Cristian Benítez 29' Felipe Caicedo 45' Cristian Benítez 49' Patricio Urrutia 53' (pen.) |       | 36' Eliseo Quintanilla | Estadio Olímpico Atahualpa, Quito Toeschouwers: 8.000 Scheidsrechter: Víctor Carrillo (PER) |

|                                                         |                                         |       |                         | |
| 12 september Vriendschappelijk № 393 «onderlinge duels» | Honduras                                | 2 – 1 | Ecuador                 | Estadio Olímpico Metropolitano, San Pedro Sula Toeschouwers: 8.000 Scheidsrechter: Carlos Batres (GUA) |
| 12 september Vriendschappelijk № 393 «onderlinge duels» | Julio César de León 76' David Suazo 82' |       | 87' (pen.) Jorge Guagua | Estadio Olímpico Metropolitano, San Pedro Sula Toeschouwers: 8.000 Scheidsrechter: Carlos Batres (GUA) |

|                                                               |         |                     |           |                                                                                          |
| 13 oktober WK-kwalificatie № 394 «onderlinge duels» 17:50 uur | Ecuador | 0 – 1               | Venezuela | Estadio Olímpico Atahualpa, Quito Toeschouwers: 29.644 Scheidsrechter: René Ortubé (BOL) |
| 13 oktober WK-kwalificatie № 394 «onderlinge duels» 17:50 uur |         | 68' José Manuel Rey |           | Estadio Olímpico Atahualpa, Quito Toeschouwers: 29.644 Scheidsrechter: René Ortubé (BOL) |

|                                                               |                                                            |       |         |                                                                                                |
| 17 oktober WK-kwalificatie № 395 «onderlinge duels» 21:45 uur | Brazilië                                                   | 5 – 0 | Ecuador | Estádio do Maracanã, Rio de Janeiro Toeschouwers: 87.000 Scheidsrechter: Jorge Larrionda (URU) |
| 17 oktober WK-kwalificatie № 395 «onderlinge duels» 21:45 uur | Vágner Love 19' Ronaldinho 72' Kaká 77' Elano 83' Kaká 85' |       |         | Estádio do Maracanã, Rio de Janeiro Toeschouwers: 87.000 Scheidsrechter: Jorge Larrionda (URU) |

|                                                                |                                                                                                  |       |                   |                                                                                               |
| 17 november WK-kwalificatie № 396 «onderlinge duels» 20:10 uur | Paraguay                                                                                         | 5 – 1 | Ecuador           | Estadio Defensores del Chaco, Asunción Toeschouwers: 25.433 Scheidsrechter: Heber Lopes (BRA) |
| 17 november WK-kwalificatie № 396 «onderlinge duels» 20:10 uur | Nelson Valdez 8' Cristian Riveros 26' Roque Santa Cruz 50' Néstor Ayala 82' Cristian Riveros 87' |       | 79' Iván Kaviedes | Estadio Defensores del Chaco, Asunción Toeschouwers: 25.433 Scheidsrechter: Heber Lopes (BRA) |

|                                                                |                                                                                         |       |                    |                                                                                             |
| 21 november WK-kwalificatie № 397 «onderlinge duels» 16:30 uur | Ecuador                                                                                 | 5 – 1 | Peru               | Estadio Olímpico Atahualpa, Quito Toeschouwers: 28.557 Scheidsrechter: Carlos Chandía (CHI) |
| 21 november WK-kwalificatie № 397 «onderlinge duels» 16:30 uur | Walter Ayoví 10' Iván Kaviedes 24' Edison Méndez 44' Walter Ayoví 48' Edison Méndez 62' |       | 86' Andrés Mendoza | Estadio Olímpico Atahualpa, Quito Toeschouwers: 28.557 Scheidsrechter: Carlos Chandía (CHI) |

## FIFA-wereldranglijst
| JAN | FEB | MAR | APR | MEI | JUN | JUL | AUG | SEP | OKT | NOV | DEC |
| --- | --- | --- | --- | --- | --- | --- | --- | --- | --- | --- | --- |
| 29  | 25  | 24  | 30  | 30  | 44  | 53  | 55  | 57  | 59  | 56  | 56  |

## Statistieken
| Marcelo Elizaga       | 1972-04-19 | Club Sport Emelec          | 5  | 0 | 0 | 5   | 0  |
| Daniel Viteri         | 1981-12-12 | Sociedad Deportivo Quito   | 5  | 0 | 0 | 5   | 0  |
| Cristian Mora         | 1979-08-26 | LDU Quito                  | 3  | 0 | 0 | 17  | 0  |
| Rorys Aragón          | 1982-06-28 | Standard Luik              | 2  | 0 | 0 | 2   | 0  |
| Javier Klimowicz      | 1977-03-10 | Deportivo Cuenca           | 2  | 0 | 0 | 2   | 0  |
| Geovanny Camacho      | 1984-12-15 | Barcelona Sporting Club    | 1  | 0 | 0 | 1   | 0  |
| Edwin Villafuerte     | 1979-03-12 | Barcelona Sporting Club    | 0  | 1 | 0 | 16  | 0  |
| Verdediging           |            |                            |    |   |   |     |    |
| Iván Hurtado          | 1974-08-16 | Atlético Nacional          | 12 | 0 | 0 | 146 | 5  |
| Giovanny Espinoza     | 1977-04-12 | Vitesse                    | 11 | 2 | 0 | 76  | 2  |
| Óscar Bagüí           | 1982-12-10 | Centro Deportivo Olmedo    | 10 | 4 | 0 |     |    |
| Ulises de la Cruz     | 1974-02-08 | Reading                    | 8  | 1 | 1 | 98  | 6  |
| Jorge Guagua          | 1981-09-28 | Club Sport Emelec          | 5  | 2 | 1 | 28  | 2  |
| Neicer Reasco         | 1977-07-23 | São Paulo                  | 5  | 2 | 0 | 42  | 0  |
| Jairo Campos          | 1984-07-18 | LDU Quito                  | 4  | 1 | 0 |     |    |
| Jairo Montaño         | 1979-07-09 | Barcelona Sporting Club    | 4  | 0 | 0 | 6   | 0  |
| Renán Calle           | 1976-09-08 | LDU Quito                  | 3  | 1 | 0 |     |    |
| José Aguirre          | 1983-01-05 | Club Sport Emelec          | 2  | 1 | 0 | 4   | 0  |
| Omar de Jesús         | 1976-02-29 | Club Deportivo El Nacional | 2  | 1 | 0 | 8   | 0  |
| Fricson George        | 1974-09-16 | Barcelona Sporting Club    | 2  | 0 | 0 | 18  | 0  |
| Carlos Castro         | 1978-09-24 | Club Deportivo El Nacional | 1  | 0 | 0 |     |    |
| Marco Quiñónez        | 1977-09-28 | Club Sport Emelec          | 1  | 0 | 0 | 1   | 0  |
| Middenveld            |            |                            |    |   |   |     |    |
| Segundo Castillo      | 1982-05-15 | Rode Ster Belgrado         | 13 | 1 | 0 |     |    |
| Edison Méndez         | 1979-03-16 | PSV Eindhoven              | 11 | 1 | 3 | 80  | 13 |
| Walter Ayoví          | 1979-08-11 | Club Deportivo El Nacional | 7  | 4 | 3 | 27  | 3  |
| Patricio Urrutia      | 1978-10-15 | LDU Quito                  | 7  | 2 | 2 | 20  | 2  |
| Luis Antonio Valencia | 1985-08-04 | Wigan Athletic             | 6  | 1 | 1 | 29  | 4  |
| David Quiroz          | 1982-09-08 | Club Deportivo El Nacional | 5  | 2 | 0 |     |    |
| Christian Lara        | 1980-04-27 | LDU Quito                  | 5  | 1 | 1 |     |    |
| Luis Caicedo          | 1979-05-12 | Centro Deportivo Olmedo    | 4  | 1 | 0 |     |    |
| Paul Ambrosi          | 1980-10-14 | LDU Quito                  | 4  | 0 | 0 | 31  | 0  |
| Edwin Tenorio         | 1976-06-16 | LDU Quito                  | 2  | 0 | 0 | 78  | 0  |
| Luis Bolaños          | 1985-03-27 | LDU Quito                  | 1  | 3 | 0 |     |    |
| Edder Vaca            | 1985-12-25 | Sociedad Deportivo Quito   | 1  | 2 | 1 | 3   | 1  |
| Alex Bolaños          | 1985-01-22 | Barcelona Sporting Club    | 1  | 2 | 0 | 3   | 0  |
| Marlon Ayoví          | 1971-09-27 | Barcelona Sporting Club    | 1  | 0 | 0 | 76  | 5  |
| Jimmy Bran            | 1979-07-15 | Deportivo Azogues          | 1  | 0 | 0 | 1   | 0  |
| Pedro Quiñónez        | 1986-03-04 | Club Deportivo El Nacional | 1  | 0 | 0 |     |    |
| Joffre Guerrón        | 1985-04-28 | LDU Quito                  | 0  | 4 | 0 | 4   | 0  |
| Fernando Guerrero     | 1989-09-30 | Real Madrid C              | 0  | 2 | 0 |     |    |
| Luis Saritama         | 1983-10-20 | Alianza Lima               | 0  | 2 | 0 | 15  | 0  |
| Fernando Hidalgo      | 1985-05-20 | Sociedad Deportivo Quito   | 0  | 1 | 0 |     |    |
| Jefferson Montero     | 1989-09-01 | Club Sport Emelec          | 0  | 1 | 0 | 1   | 0  |
| Aanval                |            |                            |    |   |   |     |    |
| Cristian Benítez      | 1986-05-01 | Santos Laguna              | 12 | 1 | 5 | 20  | 6  |
| Carlos Tenorio        | 1979-05-14 | Al-Sadd                    | 10 | 3 | 3 | 44  | 10 |
| Felipe Caicedo        | 1988-09-05 | Manchester City            | 6  | 7 | 2 | 16  | 2  |
| Félix Borja           | 1983-04-02 | 1. FSV Mainz 05            | 3  | 5 | 0 | 18  | 3  |
| Iván Kaviedes         | 1977-10-24 | Club Deportivo El Nacional | 3  | 1 | 2 | 53  | 17 |
| Edmundo Zura          | 1983-12-01 | Sporting Club Imbabura     | 2  | 4 | 1 | 7   | 1  |
| Jorge Ladines         | 1986-09-21 | Club Sport Emelec          | 1  | 2 | 0 | 4   | 0  |
| Danny Vera            | 1980-08-08 | Barcelona Sporting Club    | 1  | 1 | 0 | 2   | 0  |
| Ebelio Ordóñez        | 1972-11-03 | Club Deportivo El Nacional | 1  | 0 | 0 | 19  | 1  |
| Pablo Palacios        | 1982-02-05 | Sociedad Deportivo Quito   | 0  | 2 | 0 | 4   | 0  |
| Franklin Salas        | 1981-08-30 | Rode Ster Belgrado         | 0  | 1 | 0 | 25  | 2  |

FEF · A-internationals · Bondscoaches · Selecties · Statistieken · Ecuadoraans vrouwenelftal · Olympisch elftal · Ecuador U21 · Ecuador U20 · Ecuador U18 · Ecuador U17
1938 – 1949 ·
1950 – 1959 ·
1960 – 1969 ·
1970 – 1979 ·
1980 – 1989 ·
1990 – 1999 ·
2000 – 2009 ·
2010 – 2019 ·
2020 − 2029
WK 2002 · 
WK 2006 · 
WK 2014
1938 · 
1939 · 
1940 · 
1941 · 
1942 · 
1943 · 1944 · 
1945 · 
1946 · 
1947 · 
1948 · 
1949 · 
1950 · 1951 · 1952 · 
1953 · 
1954 · 
1955 · 
1956 · 
1957 · 
1958 · 
1959 · 
1960 · 
1961 · 1962 · 
1963 · 
1964 · 
1965 · 
1966 · 
1967 · 1968 · 
1969 · 
1970 · 
1971 · 
1972 · 
1973 · 
1974 · 
1975 · 
1976 · 
1977 · 
1978 · 
1979 · 
1980 · 
1981 · 
1982 · 
1983 · 
1984 · 
1985 · 
1986 · 
1987 · 
1988 · 
1989 · 
1990 · 
1991 · 
1992 · 
1993 · 
1994 · 
1995 · 
1996 · 
1997 · 
1998 · 
1999 · 
2000 · 
2001 · 
2002 · 
2003 · 
2004 · 
2005 · 
2006 · 
2007 · 
2008 · 
2009 · 
2010 · 
2011 · 
2012 · 
2013 · 
2014 · 
2015 · 
2016 · 
2017 ·
2018 ·
2019 ·
2020 ·
2021 ·
2022
Argentinië ·
Armenië ·
Australië ·
Bolivia · 
Brazilië ·
Bulgarije ·
Canada ·
Chili ·
Colombia ·
Costa Rica ·
Cuba ·
Denemarken ·
DDR ·
Duitsland ·
El Salvador ·
Engeland ·
Estland ·
Finland ·
Frankrijk ·
Griekenland ·
Guatemala ·
Haïti ·
Honduras ·
Ierland ·
Irak ·
Iran ·
Italië ·
Jamaica ·
Japan ·
Joegoslavië ·
Jordanië ·
Kaapverdië ·
Koeweit ·
Kroatië · 
Libanon ·
Mexico ·
Nederland ·
Nigeria ·
Noord-Macedonië ·
Oeganda ·
Oman ·
Panama ·
Paraguay ·
Peru ·
Polen ·
Portugal ·
Qatar ·
Roemenië ·
Saoedi-Arabië ·
Schotland ·
Senegal ·
Spanje ·
Trinidad en Tobago ·
Turkije · 
Uruguay ·
Venezuela ·
Verenigde Staten ·
Wit-Rusland ·
Zambia ·
Zuid-Afrika ·
Zuid-Korea ·
Zweden ·
Zwitserland
Costa Rica (2006) · 
Duitsland (2006) · 
Engeland (2006) · 
Frankrijk (2014) · 
Honduras (2014) · 
Nederland (2022) · 
Polen (2006) · 
Qatar (2022) · 
Zwitserland (2014)